# 和歌山県道180号野上清水線
和歌山県道180号野上清水線（わかやまけんどう180ごう のかみしみずせん）は、和歌山県海草郡紀美野町から有田郡有田川町に至る一般県道である。

## 概要
海草郡紀美野町吉野から有田郡有田川町大字遠井に至る。

### 路線データ
- 起点：和歌山県海草郡紀美野町吉野（国道370号旧道交点）
- 終点：和歌山県有田郡有田川町大字遠井（和歌山県道19号美里龍神線交点）
- 実延長：20.8 km

## 路線状況
和歌山や海南から清水町に至る事実上の最短ルートであるため、幅員の狭い区間がある割には交通量が多い。和歌山県道184号生石公園線との交点周辺と中田より北は二車線化されているが、それ以外の区間はかなり狭く、道路案内板では札立峠より北側の区間は坂本を通る比較的ましな道路状況の町道に、札立峠より南側では川に沿って楠本を通る整備された町道に誘導される。2022年（令和4年）9月現在、札立峠より北側の町道で迂回できる区間のうち、峠に近く民家の少ない未整備の区間が、2018年（平成30年）に発生した土砂災害への対応と長年の課題であった拡幅工事を兼ねて、長期間の通行止めとなっている。

### 道路施設

#### 橋梁
- 小川橋（貴志川、海草郡紀美野町）

## 地理

### 通過する自治体
- 和歌山県
  - 海草郡紀美野町 - 有田郡有田川町

### 交差する道路
| 交差する道路                                         | 市町村名 | 市町村名 | 交差する場所 | 交差する場所     |
| ---------------------------------------------------- | -------- | -------- | ------------ | ---------------- |
| 国道370号 / 旧道                                     | 海草郡   | 紀美野町 | 吉野         | 起点             |
| 国道370号 / 美里バイパス 和歌山県道169号奥佐々阪井線 | 海草郡   | 紀美野町 | 福井         | 小川橋南詰交差点 |
| 和歌山県道184号生石公園線                            | 有田郡   | 有田川町 | 大字楠本     |                  |
| 和歌山県道19号美里龍神線                             | 有田郡   | 有田川町 | 大字遠井     | 終点             |

### 沿線
- 貴志川
- 紀美野町立小川小学校
- 有田川町立楠本小学校

### 峠
- 札立峠（海草郡紀美野町 - 有田郡有田川町）